# Trump Mortgage
La Trump Mortgage LLC è stata una compagnia statunitense di servizi finanziari di proprietà della Trump Organization, facente capo all'imprenditore, e in seguito Presidente degli Stati Uniti d'America, Donald Trump.
Inizialmente lanciata da Trump con il nome di Trump Mortgage Services nel luglio 2003, l'azienda, con sede a New York, fu ribattezzata Trump Mortgage LLC nell'aprile 2005 e, dopo un'apertura limitata nel novembre 2005, fu ufficialmente lanciata nell'aprile 2006.
Presidente e amministratore delegato della compagnia fu nominato E.J. Ridings, un conoscente del figlio di Donald Trump, Donald Trump Jr., che lo aveva presentato al padre, nonché vero e proprio ideatore dell'azienda. A settembre 2006, la Trump Mortgage ottenne la licenza per operare in 25 stati e dichiarò di essere la compagnia di mutui residenziali e commerciali a crescita più veloce di tutti gli Stati Uniti d'America.
La chiusura della compagnia fu annunciata il 5 agosto 2007, come risultato, secondo esperti del settore, di una scarsa gestione economica, di un'evidente esagerazione di Ridings riguardo alle sue credenziali e di un'espansione troppo veloce. Al momento dell'annuncio della chiusura, Trump acconsentì a dare in licenza l'utilizzo del suo nome alla First Meridian Mortgage, che in alcune aree fu quindi temporaneamente ribattezzata come Trump Financial per poi tornare al suo nome originale pochi anni dopo.

## Storia
Nel luglio 2003, Donald Trump annunciò la fondazione della Trump Mortgage Services, una ditta di mediazione di ipoteche e mutui per lo sviluppo di progetti commerciali propri o altrui. Dopo essere stata ribattezza come Trump Mortgage LLC nell'aprile 2005, la compagnia ebbe un'apertura limitata nel novembre 2005 presso il Trump Building, sede del suo quartier generale. A febbraio 2006 erano stati già mediati mutui per 25 milioni di dollari, principalmente a New York. A marzo 2006, l'attività di mediazione dell'azienda fu licenziata in diversi stati, con l'aspettativa di ottenere il permesso per operare a livello nazionale da lì a pochi mesi.
E.J. Ridings, presidente e amministratore delegato della Trump Mortgage, presentato a Donald Trump dal figlio Donald Trump, Jr., disse che la compagnia aveva intenzione di acquisire una linea di credito in modo da finanziare essa stessa i mutui entro la fine del 2006. A inizio 2006, Ridings stimava di originare un giro di finanziamenti immobiliari di circa tre miliardi di dollari per l'anno in corso, ma qualche tempo dopo dovette abbassare le sue stime a meno di un miliardo.
Donald Trump annunciò il lancio ufficiale della Trump Mortgage LLC il 5 aprile 2006, durante un evento tenuto alla Trump Tower, a New York. Lo stesso mese Trump apparve alla CNBC e disse: "Penso sia il momento giusto per aprire un'azienda di prestiti  [...] il mercato immobiliare diventerà molto forte nei tempi a venire." Nella sua autobiografia Trump 101: The Way to Success Trump scrive, "Mi aspetto che la [Trump Mortgage] sarà un'azienda efficace, e a ben ragione. Molte cose che sto facendo ora sono cose che avevo già pensato prima ma che ho dovuto rimandare in attesa del tempo più giusto per metterle in opera." Ciò nonostante, entro i primi sei mesi dal lancio ufficiale, sei dei dirigenti di più alto livello lasciarono la compagnia e, nell'agosto 2006, Lee Bienstock, un concorrente della quinta stagione del reality show The Apprentice, presentato e prodotto da Trump, divenne vice presidente associato con delega alla sviluppo corporativo.
L'11 settembre 2006, la Trump Mortgage annunciò di aver ottenuto la licenza per operare in 25 stati, proclamando di essere la compagnia di mutui residenziali e commerciali a crescita più rapida di tutto il paese. Nel dicembre 2006, Ridings confermò una sua precedente dichiarazione in cui stimava che la compagnia sarebbe arrivata, entro un periodo compreso tra 5 e 10 anni, a concedere e mediare mutui per un totale di 100 miliardi di dollari l'anno, considerando la cosa come "estremamente probabile". Qualche giorno dopo, nello stesso mese, fu dimostrato che Ridings aveva decisamente esagerato, arrivando a inserire elementi del tutto inventati nel suo resoconto. Venne inoltre alla luce che, sebbene Ridings avesse sostenuto di essere stato "uno dei dirigenti di più alto livello in una delle maggiori banche di investimento di Wall Street", egli aveva in realtà lavorato per tre mesi alla Morgan Stanley e per sei giorni alla Dean Witter Reynolds come agente di cambio. Stando a quanto riportato da Jan Scheck, manager della Trump Mortgage uscito dall'azienda dopo circa un anno, Ridings era piuttosto inadatto al ruolo affidatogli.
Come detto, il 5 agosto 2007 fu annunciata la chiusura della compagnia, come risultato, secondo esperti del settore, di una scarsa gestione economica, di un'evidente esagerazione di Ridings riguardo alle sue credenziali e di un'espansione troppo veloce. Donald Trump sostenne di non aver mai avuto in mano la guida dell'azienda e che il suo ruolo si limitava di fatto all'aver concesso il nome alla compagnia. Trump affermò inoltre: "Il business dei prestiti non è un campo che mi è mai piaciuto o di cui ho mai voluto interessarmi più di tanto." Lo stesso giorno, fu annunciato che Trump avrebbe concesso il proprio nome in licenza alla First Meridian Mortgage, una concessionaria di mutui operante in 12 stati. In virtù dell'accordo, la First Meridian Mortgage fu dunque ribattezzata come Trump Financial in molte delle aree in cui operava. Dopo pochi anni, la Trump Financial chiuse i battenti e la compagnia tornò al suo nome originale.

## Cause giudiziarie
Jennifer McGovern, impiegata della Trump Mortgage, negoziò mutui per un totale di 26,5 milioni di dollari, guadagnando circa 500 000 dollari in commissioni per la Trump Mortgage. L'azienda incassò le commissioni ma non concesse niente alla  McGovern, che quindi intentò una causa alla compagnia. Nel 2009, il tribunale diede ragione alla donna, la quale ottenne un risarcimento di 289 274 dollari. Tuttavia, a marzo 2016, tale risarcimento risulta ancora non effettuato.
Nel 2009, il ministero del tesoro statunitense esercitò un diritto di ritenzione per tasse non pagate ai danni della Trump Mortgage per un totale di 3 555 dollari.